# 위근우
위근우(魏根雨, 1981년 ~ )는 대한민국의 기자이다. 2008년 엔터테인먼트 전문 웹진 《매거진 T》에 입사하여 대중문화 기자로 활동하기 시작했다. 《매거진 T》의 후신 《텐아시아》를 거쳐 웹진 《아이즈》에서 취재팀장으로 재직하였다.

## 학력
경원대학교 국어국문학과

## 저서
- 《웃음만이 우리를 구원하리라: 개그콘서트 대표 개그맨 5인의 민낯 토크》 (예담) 2013년 2월 ISBN 978-89591372-0-6
- 《웹툰의 시대: 웹툰 전성기를 이끄는 젊은 작가 24인을 만나다》 (알에이치코리아) 2015년 3월 ISBN 978-89255546-6-2
- 《프로불편러 일기: 세상에 무시해도 되는 불편함은 없다》 (한울) 2017년 2월 ISBN 978-89460628-2-5 (개정판 2018년 4월 ISBN 978-89460645-6-0)
- 《젊은 만화가에게 묻다: 작가의 이야기는 어떻게 독자를 사로잡는가?》 (남해의봄날) 2017년 12월 ISBN 979-11858232-2-5
- 《다른 게 아니라 틀린 겁니다: 괄호 안의 불의와 싸우는 법》 (시대의창) 2019년 5월 ISBN 978-89594069-7-5

### 공저
- 《야구 읽어주는 남자: 야구 모르는 자들이여 다 내게로 오라 이 책이 초보팬을 자유케 하리라》 (로그인) 2012년 4월 ISBN 978-89648081-8-4
- 《#혐오_주의》 (알마) 2016년 12월 ISBN 979-11599204-5-5